# Classificazione JEL
La classificazione JEL è un sistema di classificazione standard elaborato dalla rivista economica Journal of Economic Literature, finalizzato a fornire un sistema di categorizzazione degli articoli di ricerca attinenti alle materie economiche e finanziarie. Gli articoli scientifici su rivista di ambito economico vengono usualmente classificati secondo i codici di classificazione JEL.

## Storia
Il Journal of Economic Literature, edito dalla American Economic Association (AEA), contiene rassegne di articoli e informazioni su libri e pubblicazioni scientifiche prodotte di recente. La AEA mantiene EconLit, un database indicizzato di citazioni per articoli, libri, riviste, lectio magistralis e working papers classificati tramite i codici JEL a partire dal 1969. Una collana cartacea è anche messa a disposizione dall'AEA nel suo Index of Economic Articles. Questo attualmente comprende gli anni di pubblicazione 1886-1996 in 38 volumi ed è indicizzato per autore e per soggetto.
Molti articoli pubblicati sulle riviste di economia elencano i codici JEL in base a cui possono essere classificati, facilitando la propria reperibilità sui motori di ricerca. Ulteriori esempi di tali usi possono essere visualizzati nel sito del  The New Palgrave Dictionary of Economics Online  e del  National Bureau of Economic Research Working Papers.